# Dindicodes leopardinata
Dindicodes leopardinata là một loài bướm đêm trong họ Geometridae.